# Ólom(II)-nitrát
Az ólom(II)-nitrát egy szervetlen vegyület, az ólom salétromsavas sója. A képlete Pb(NO3)2. Színtelen kristályokat vagy fehér port alkot. A kristályai kockarácsot alkotnak. Vízben jól oldódik. A vegyület vizes oldata savas kémhatású. Az oldat íze kellemetlen, fémes. Mérgező hatású vegyület.

## Kémiai tulajdonságai
Hevítés hatására elbomlik, anélkül hogy megolvadna. A bomlás termékei az ólom(II)-oxid, a nitrogén-dioxid és az oxigén.
{\displaystyle {\ce {2 Pb(NO3)2 -> 2 PbO + 4 NO2 + O2}}}

## Élettani hatása
Az ólom(II)-nitrát mérgező hatású. A heveny mérgezés tünetei az édeskés szájíz, a nyálfolyás és a hányás. Az idült mérgezés hányást, hasmenést, székrekedést és gyomortáji görcsöket okozhat.

## Előállítása
Az ólom(II)-nitrátot az ólom-oxid híg salétromsavban oldásával állítják elő.
{\displaystyle {\ce {PbO + 2 HNO3 -> Pb(NO3)2 + H2O}}}

## Felhasználása
Az ólom(II)-nitrátot más ólomvegyületek (például ólom-klorid, ólom-kromát) előállítására használják. Felhasználják még a gyufagyártásban, gyújtókeverékekben oxigénforrásként illetve festékek gyártásakor oxidálószernek.